# Salaš Orluškov
Le salaš Orluškov (en serbe cyrillique : Салаш Орлушков ; en serbe latin : Salaš Orluškov) est situé près de Donji Tavankut, dans la province de Voïvodine, sur le territoire de la Ville de Subotica et dans le district de Bačka septentrionale, en Serbie. Il est inscrit sur la liste des monuments culturels protégés de la République de Serbie (identifiant no SK 1840).
Un « salaš » est une ferme traditionnelle de la plaine pannonienne.

## Présentation
Le salaš Orluškov a été construit vers 1870 ; à l'origine, il était constitué d'un édifice unique servant de maison d'habitation et d'exploitation agricole. En 1900, une nouvelle ferme a été construite, avec des étables et d'autres bâtiments à usage économique comme une cave, un čardak et un pigeonnier. Avec la construction ultérieure d'une cuisine d'été, la ferme a pris les caractéristiques des « salaš » de la région.
L'intérêt de l'ensemble tient à l'unité et à la fonctionnalité des bâtiments, ainsi qu'aux matériaux simples utilisés pour la construction : terre, roseaux et bois et à la richesse de son mobilier et de ses outils agricoles.